# Sauce cocktail
Pour les articles homonymes, voir Cocktail (homonymie).

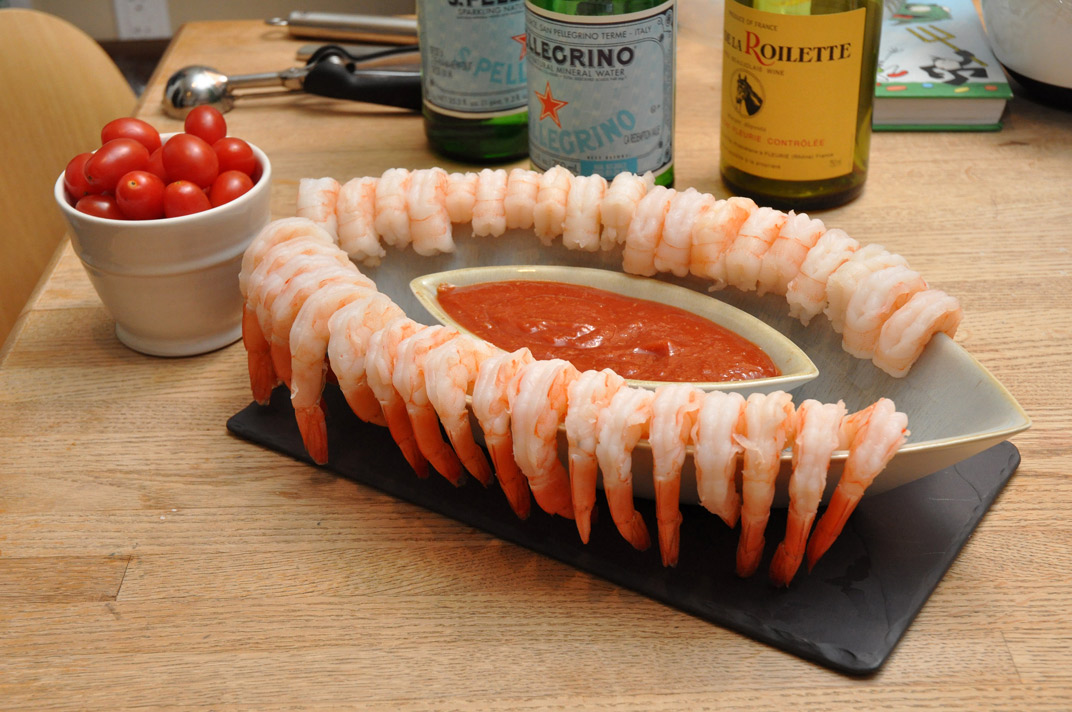
Crevettes servies avec de la sauce cocktail.

La sauce cocktail est une sauce composée de mayonnaise, additionnée de sauce tomate, relevée par un alcool fort, tel que du cognac ou du whisky, et épicée avec de la sauce Worcestershire et du Tabasco.
En utilisation domestique, la recette s'est simplifiée au cours du temps pour parfois se résumer à un simple mélange de mayonnaise et de ketchup.
Elle se retrouve dans les friteries ou les commerces.
Elle est utilisée pour des entrées froides en nappage, par exemple avec les avocats, les asperges, les tomates, ou le céleri. On s'en sert également pour tremper des légumes lors des apéritifs (chou-fleur, carottes, tomates cerise…).
Elle accompagne également les viandes froides, comme le rosbif, ou les crustacés, comme les crevettes.